# Aceratium
Aceratium – rodzaj roślin z rodziny eleokarpowatych (Elaeocarpaceae). Obejmuje 21 gatunków występujących od południowo-wschodniej Azji po północną Australię i Vanuatu.

## Systematyka
Pozycja według APweb (aktualizowany system APG III z 2009)
Przedstawiciel  rodziny eleokarpowatych (Elaeocarpaceae) należącej do rzędu szczawikowców (Oxalidales) reprezentującego dwuliścienne właściwe.
Wykaz gatunków
- Aceratium archboldianum A.C.Sm.
- Aceratium braithwaitei (F.Muell.) Schltr.
- Aceratium brassii A.C.Sm.
- Aceratium calomala Blanco
- Aceratium concinnum (S.Moore) C.T.White
- Aceratium dasyphyllum A.C.Sm.
- Aceratium doggrellii C.T.White
- Aceratium ferrugineum C.T.White
- Aceratium hypoleucum Kaneh. & Hatus.
- Aceratium ledermannii Schltr.
- Aceratium megalospermum (F.Muell.) Balgooy
- Aceratium muellerianum Schltr.
- Aceratium oppositifolium DC.
- Aceratium pachypetalum Schltr.
- Aceratium parvifolium Schltr.
- Aceratium pittosporoides Schltr.
- Aceratium sericeum A.C.Sm.
- Aceratium sericoleopsis Balgooy
- Aceratium sinuatum Coode
- Aceratium sphaerocarpum Kaneh. & Hatus.
- Aceratium tomentosum Coode